# Hillsborough Stadium
Hillsborough Stadium – stadion piłkarski w Sheffield, Anglia.
Na tym obiekcie swoje mecze rozgrywa klub piłkarski Sheffield Wednesday. Stadion mogący obecnie pomieścić 39 859 widzów został oddany do użytku 2 września 1899. Położony jest około 2 km od centrum miasta, nad rzeką Don.

## Historia
Projektantem stadionu Hillsborough jest najwybitniejszy architekt tego typów obiektów w Wielkiej Brytanii, Szkot Archibald Leitch, który zaprojektował takie areny piłkarskie jak: Anfield, Highbury, Old Trafford. W 1899 roku drużyna zakupiła za sumę 4500 funtów ziemię pod stadion, wcześniej w tym miejscu znajdował się gaj oliwny. Początkowo stadion posiadał 5500 miejsc, z czego 3000 siedzących i 2500 miejsc stojących. Otwarcie stadionu Hillsborough miało miejsce 2 września 1899 roku. W swoim debiucie drużyna Sheffield Wednesday FC pokonał 5-1 Chesterfield FC. Pierwszą bramkę strzelił Herbert Munda, zawodnik Chesterfield FC.

## Przebudowy
- 1913 – Nowa trybuna południowa mieszcząca 5600 osób za sumę 18 000 funtów.
- 1920 – Północno-zachodni narożnik mieszczący 12 000 miejsc stojących.
- 1960 – Budowa trybuny The Kop na 10 008 miejsc siedzących.
- Przed Mistrzostwami Świata w piłce nożnej w 1966 rozbudowano trybunę południową. Dwa poziomy mieściły łącznie 7827 kibiców.
- 1986 – Przebudowy trybuny The Kop na 22 000 miejsc stojących.
- 1993 – Zmniejszenie pojemności w wyniku Raport Taylora trybun The Kop i Leppings Lane, odpowiednio do 11 200 i 2494 miejsc.
- Przed UEFA EURO 1996 przebudowa trybuny południowej do pojemności 11 354 miejsc.

W 2009 roku powstał projekt przebudowy stadionu w związku kandydaturą Anglii do tytułu gospodarza Mistrzostw Świata w piłce nożnej w 2018 roku. Przebudowa miała pochłonąć 22 000 000 funtów i polegałaby na przebudowie trybuny zachodniej i The Kop, co spowodowałoby zwiększenie pojemności wstępnie oszacowanej pomiędzy 39 000 a 45 000 widzów. W związku z nieprzyznaniem Anglii Mistrzostw Świata w 2018 roku projekt jest czasowo wstrzymany, ponieważ głównym źródłem pieniędzy na tę przebudowę miały być rządowe dotacje.

## Katastrofa na Hillsborough
15 kwietnia 1989 roku w wyniku utraty kontroli nad tłumem przez policjantów i przepełnienia na trybunach zginęło 96 kibiców klubu Liverpool FC. Katastrofa była skutkiem kilku przypadkowych przyczyn (korki na drodze powodujące spóźnienie się kibiców na mecz, błędy organizatorów w oznaczeniu miejsc na stadionie, wady konstrukcyjne trybuny) a także zaniedbań ze strony policji oraz błędów oficerów policji dowodzących akcją. W wyniku katastrofy wydano Raport Taylora, w którym zamieszczono propozycje zmian w prawie mającym na celu zwiększenie bezpieczeństwa na stadionach (np. likwidacja ogrodzeń stadionu, wprowadzenie wyłącznie miejsc siedzących). Do dziś żaden oficer policji (w tym głównodowodzący) nie ponieśli konsekwencji.

## Stadion obecnie
Obecnie pojemność stadionu wynosi: 39 812 kibiców:
- Trybuna North Stand: 9255 miejsc.
- Trybuna Leppings Lane End(West Stand): 5772 miejsc.
- Trybuna North West Terrace: 3700 miejsc.
- Trybuna South Stand: 11 354 miejsc.
- Trybuna Spion Kop: 11 210 miejsc.
- 813 miejsc dla VIP-ów.
- 76 miejsc dla przedstawicieli mediów.

Stadion Hillsborough plasuje się na 9. miejscu pod względem pojemności wśród wszystkich stadionów w Anglii.